# 阪南市立朝日小学校
阪南市立朝日小学校（はんなんしりつ あさひしょうがっこう）は、大阪府阪南市自然田にある公立小学校。

## 沿革
- 1978年（昭和53年）4月1日 - 開校[1]。
- 2016年（平成28年）3月31日 - 山中分校を閉校[2]。